# Telescopio dell'esposizione universale di Parigi del 1900
Il telescopio dell'esposizione universale di Parigi del 1900 è stato il più grande telescopio rifrattore della storia. Costruito per l'esposizione del 1900, per il suo complesso design aveva scopi più espositivi che di studio e al termine dell'esposizione, poiché non si fu in grado di venderlo, venne smantellato, ma i suoi obiettivi sono ancora conservati nell'osservatorio di Parigi.

## Storia

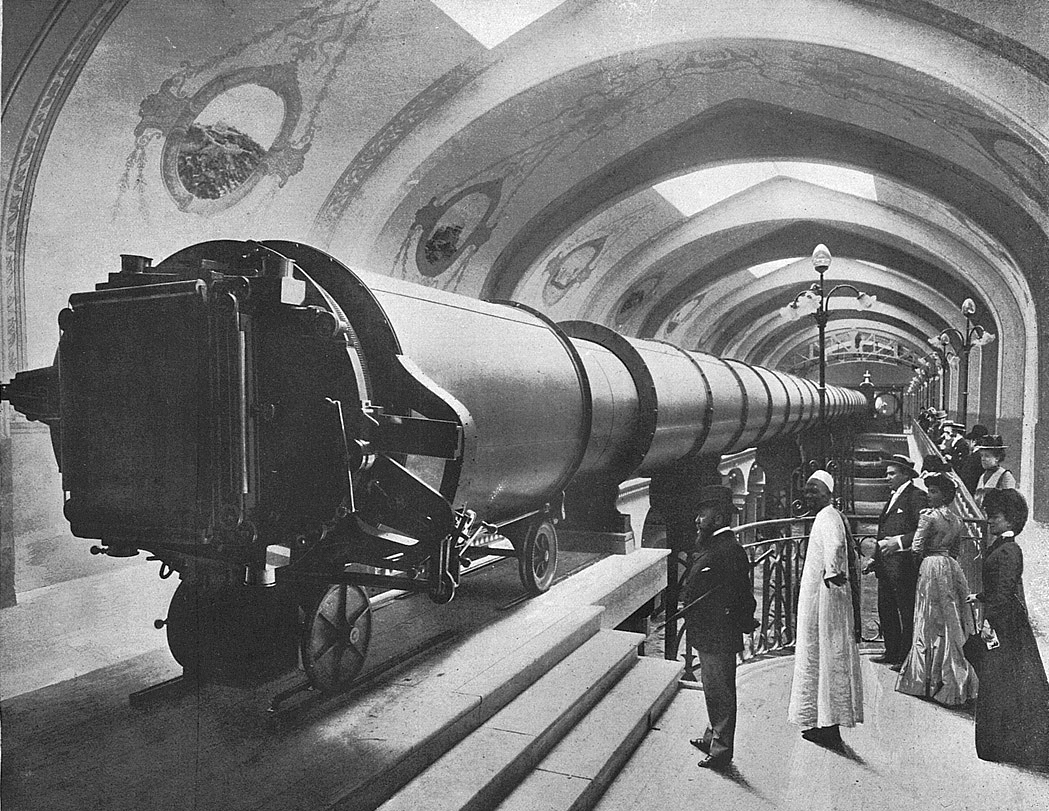
Il lungo telescopio visto dalla fine dell'oculare

La costruzione dello specchio per il siderostato (come l'eliostato, ma diretto alle stelle) durò 9 mesi presso la Gautier company, occupatasi anche delle lenti, mentre il modulo per lo specchio è stato curato dalla vetreria Jeumont. Il telescopio venne eretto nel Campo di Marte a 7 m dal suolo e con la sala del siderostato aperta per la visione del cielo. Anche se non venne usato per scopi scientifici, Théophile Moreux poté osservare le macchie solari, Eugène Michel Antoniadi disegnò diverse nebulose e nel novembre 1900 Charles Le Morvan pubblicò sulla rivista Strand diverse foto della superficie lunare.

## Caratteristiche

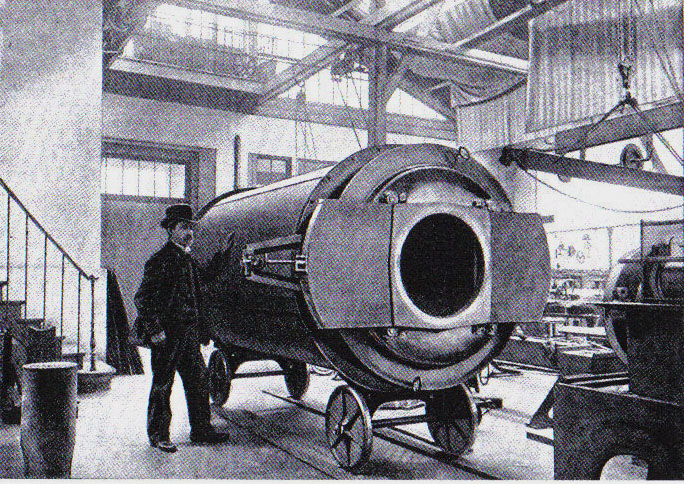
Il supporto per l'oculare

Il telescopio aveva due obiettivi intercambiabili (rispettivamente per uso visivo e fotografico) di 1,25 m di diametro, con una distanza focale di 57 m. A causa delle sue dimensioni estremamente grandi, il telescopio era stato montato in una posizione orizzontale fissa, retto da 7 pilastri a 7 m dal suolo. La luce proveniente da oggetti astronomici era reindirizzata nei tubi ottici tramite un siderostato Foucault, costituito da uno specchio piano mobile di 2 m di diametro, montato in un grande telaio in ghisa all'estremità dell'obiettivo del telescopio. Il tubo orizzontale in acciaio era lungo 60 m. La messa a fuoco dell'oculare/piastra del telescopio aveva la possibilità di essere spostata di 1,5 m su dei binari per la messa a fuoco. Con la potenza più bassa di 500 ×, il campo visivo era di 3 minuti d'arco.